# العلاقات الغينية الهايتية
العلاقات الغينية الهايتية هي العلاقات الثنائية التي تجمع بين غينيا وهايتي.

## مقارنة بين البلدين
هذه مقارنة عامة ومرجعية للدولتين:
| وجه المقارنة                                              | غينيا       | هايتي                                |
| --------------------------------------------------------- | ----------- | ------------------------------------ |
| المساحة (كم2)                                             | 245.86 ألف  | 27.75 ألف                            |
| عدد السكان (نسمة)                                         | 12.72 مليون | 10.98 مليون                          |
| الكثافة السكانية (ن./كم²)                                 | 51.74       | 395.68                               |
| العاصمة                                                   | كوناكري     | بورت أو برانس                        |
| اللغة الرسمية                                             | لغة فرنسية  | لغة فرنسية، اللغة الكريولية الهايتية |
| العملة                                                    | فرنك غيني   | جوردة هايتية                         |
| الناتج المحلي الإجمالي (بليون دولار)                      | 10.50 مليار | 8.41 مليار                           |
| الناتج المحلي الإجمالي (تعادل القوة الشرائية) بليون دولار | 15.24 مليار | 18.82 مليار                          |
| الناتج المحلي الإجمالي الاسمي للفرد دولار أمريكي          | 531         | 818                                  |
| الناتج المحلي الإجمالي للفرد دولار أمريكي                 | 1.22 ألف    | 1.73 ألف                             |
| مؤشر التنمية البشرية                                      | 0.411       | 0.483                                |
| رمز المكالمات الدولي                                      | +224        | +509                                 |
| رمز الإنترنت                                              | .gn         | .ht                                  |
| المنطقة الزمنية                                           | 00          | 00                                   |

## منظمات دولية مشتركة
يشترك البلدان في عضوية مجموعة من المنظمات الدولية، منها:
| علم المنظمة | اسم المنظمة                                 | تاريخ انضمام غينيا | تاريخ انضمام هايتي |
| ----------- | ------------------------------------------- | ------------------ | ------------------ |
|             | مؤسسة التنمية الدولية                       | 26 سبتمبر 1969     | 13 يونيو 1961      |
|             | يونسكو                                      | 2 فبراير 1960      | 18 نوفمبر 1946     |
|             | وكالة ضمان الاستثمار متعدد الأطراف          | 5 أكتوبر 1995      | 11 ديسمبر 1996     |
|             | الأمم المتحدة                               | 12 ديسمبر 1958     | 24 أكتوبر 1945     |
|             | مجموعة دول أفريقيا والكاريبي والمحيط الهادئ | ?                  | ?                  |
|             | الاتحاد البريدي العالمي                     | ?                  | ?                  |
|             | البنك الدولي للإنشاء والتعمير               | 28 سبتمبر 1963     | 8 سبتمبر 1953      |
|             | منظمة حظر الأسلحة الكيميائية                | ?                  | ?                  |
|             | مؤسسة التمويل الدولية                       | 22 أكتوبر 1982     | 20 يوليو 1956      |
|             | المركز الدولي لتسوية المنازعات الاستشارية   | 4 ديسمبر 1968      | 26 نوفمبر 2009     |
|             | منظمة التجارة العالمية                      | 25 أكتوبر 1995     | ?                  |
|             | منظمة الشرطة الجنائية الدولية               | ?                  | ?                  |

## وصلات خارجية
- موقع وزارة الخارجية الهايتية